# Parkur

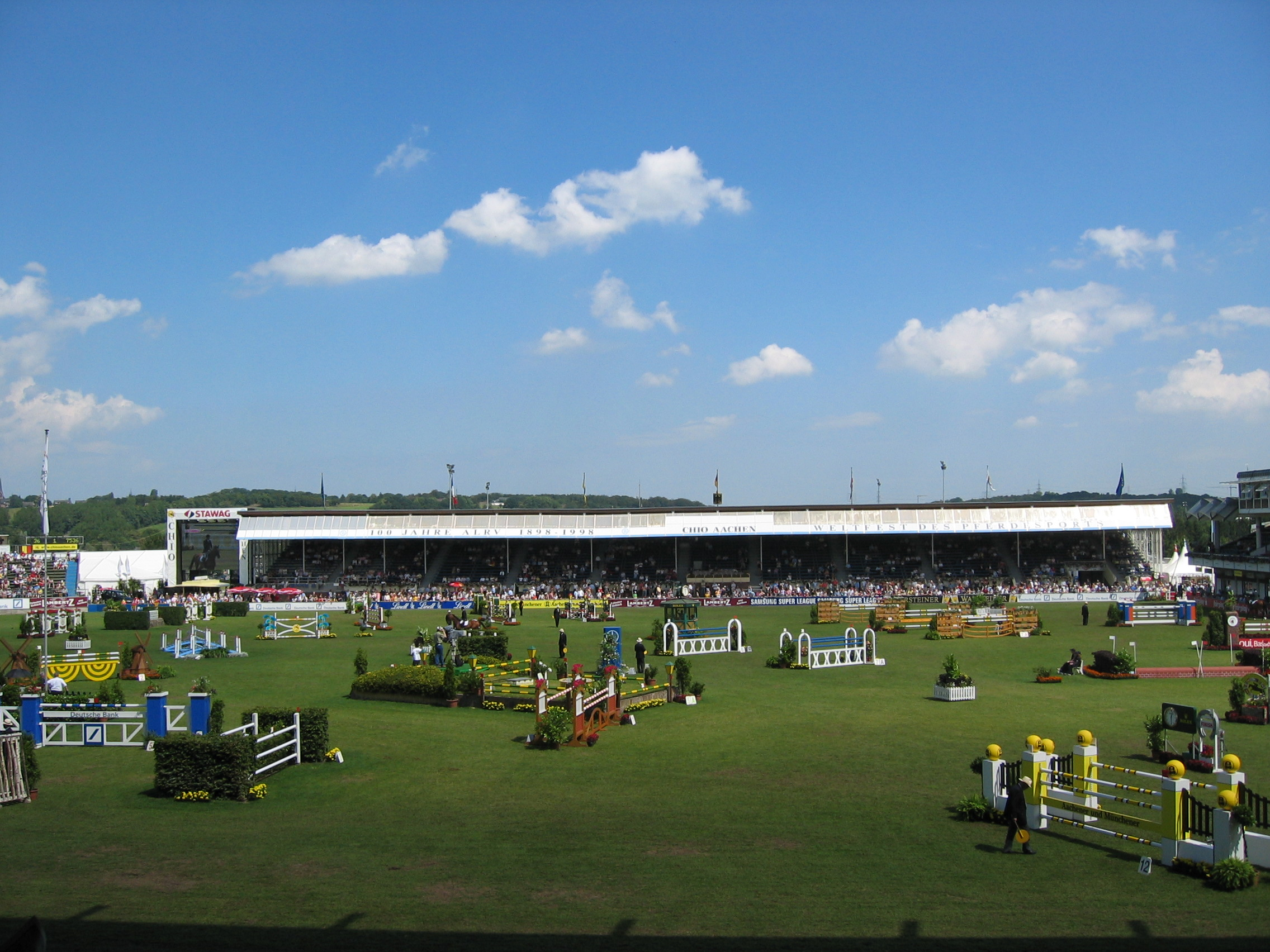
Parkur w Akwizgranie (2004)

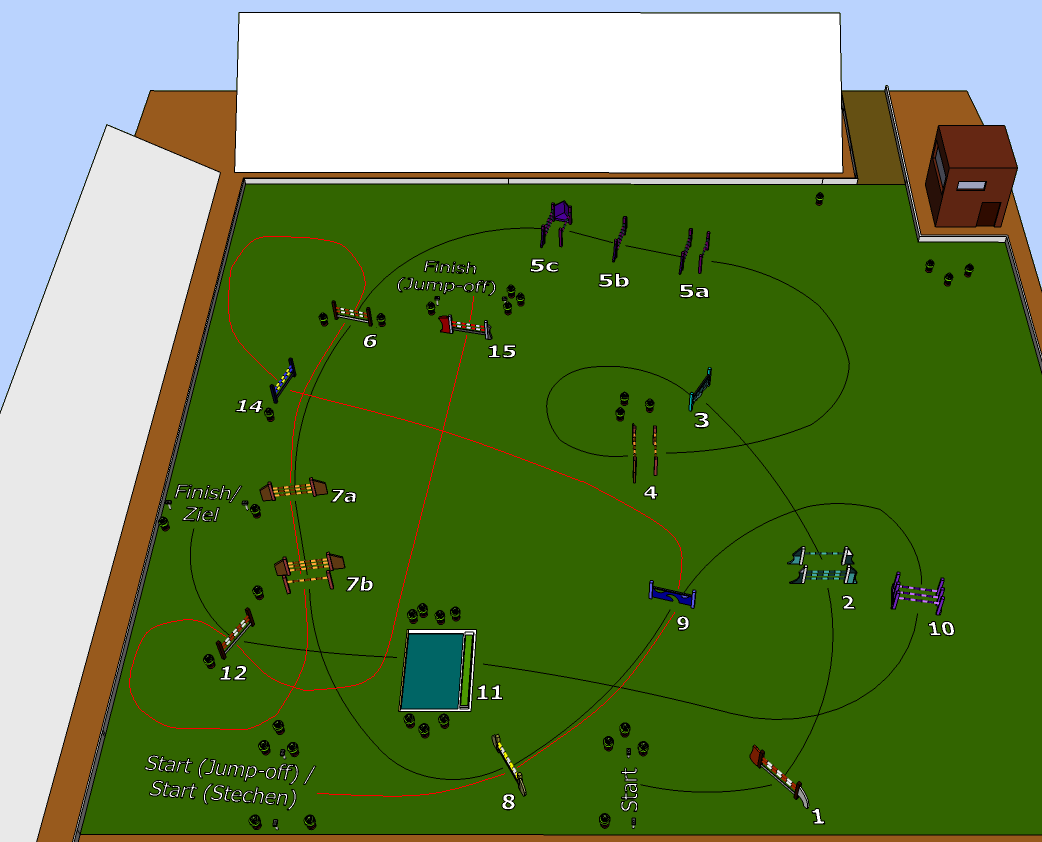
Przykładowy schemat parkuru

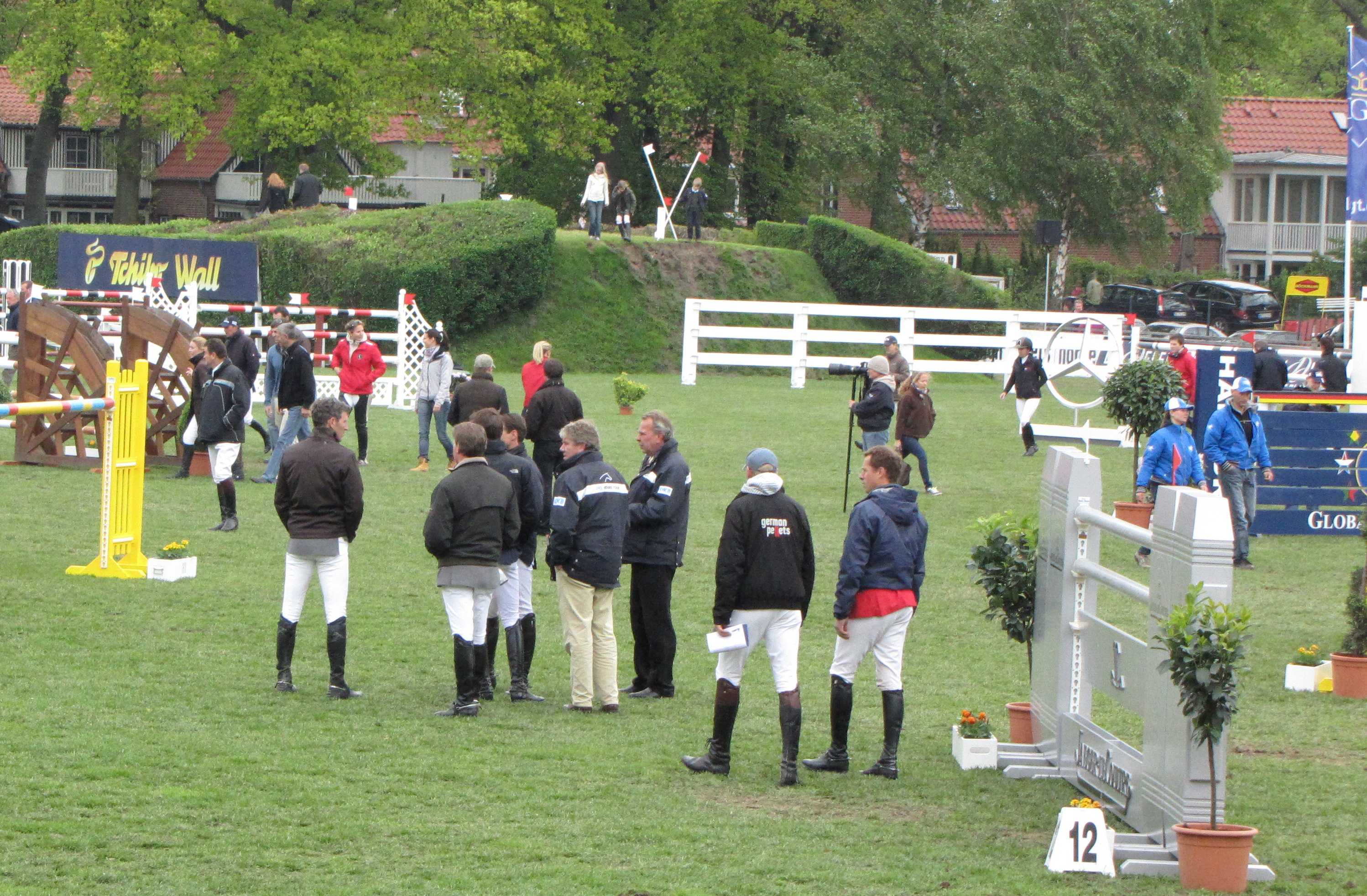
Jeźdzcy oglądają parkur przed konkursem w Hamburgu (2010)

Parkur – ogrodzony plac na świeżym powietrzu lub w hali, na którym ustawia się kilka lub kilkanaście przeszkód, które koń i jeździec muszą pokonać w określonej kolejności i czasie, z jak najmniejszą liczbą zrzutek i przypadków nieposłuszeństwa konia. Rozróżnia się parkur ćwiczebny i konkursowy.

## Parkur ćwiczebny
Parkur ćwiczebny może być ustawiony na zwyczajnym placu ujeżdżalni, a dostosowuje się go do potrzeb szkolonych jeźdźców czy koni.

## Parkur konkursowy
Parkur konkursowy powinien odpowiadać przepisom związków jeździeckich (w Polsce jest to Polski Związek Jeździecki). Ustawia się go na placu obramowanym szrankami lub w dużej hali; w bliskim sąsiedztwie powinna znajdować się rozprężalnia – plac do rozprężenia koni (czyli rozgrzewki). Na parkurze konkursowym jeździec i koń oddają od 8 do 13 skoków na przeszkodach pojedynczych i wieloczłonowych. Na parkurze może pojawić się również rów z wodą. Ilość, wysokość, szerokość oraz rozmieszczenie przeszkód, wpływające na poziom trudności parkuru, zależą od klasy konkursu. Długość trasy przebiegu liczy się od wskaźnika startu do wskaźnika końcowego (celownika).
Przed rozpoczęciem konkursu skoków, jeźdźcy wchodzą na parkur i oglądają go „z ziemi”, aby zapoznać się z przebiegiem trasy oraz ewentualnymi trudnościami.

## Rodzaje przeszkód na parkurze
Na parkurze pojawiają się różne przeszkody o wielu budowach oraz kolorach, najczęściej spotykamy: koperta (często nazywana krzyżakiem) doublebarre, mur, okser, piramida, rów z wodą, stacjonata i triplebarre.